# Rupes Kelvin
La Rupes Kelvin è una struttura geologica della superficie della Luna.